# Josselin Communauté
Die Josselin Communauté ist ein ehemaliger französischer Gemeindeverband mit der Rechtsform einer Communauté de communes im Département Morbihan in der Region Bretagne, dessen Einzugsgebiet im Norden des Départements lag. Der Gemeindeverband umfasste 12 Gemeinden, der Verwaltungssitz befand sich in dem Ort Josselin.

## Aufgaben
Zu den vorgeschriebenen Kompetenzen gehörten die Entwicklung und Förderung wirtschaftlicher Aktivitäten und des Tourismus sowie die Raumplanung auf Basis eines Schéma de Cohérence Territoriale. Der Gemeindeverband betrieb außerdem die Abwasserentsorgung.

## Historische Entwicklung
Der Gemeindeverband trug früher den Namen Communauté de communes du Pays de Josselin. Dieser entstand am 1. Januar 1997. 2011 wechselte der Verband zum Namen Josselin Communauté.
Mit Wirkung vom 1. Januar 2017 fusionierte der Gemeindeverband mit der Ploërmel Communauté (vor 2017), der Communauté de communes du Porhoët und der Communauté de communes de Mauron en Brocéliande und bildete so eine Nachfolgeorganisation, die ebenfalls den Namen Ploërmel Communauté annahm, jedoch eine andere Rechtspersönlichkeit darstellt.

## Ehemalige Mitgliedsgemeinden
| Gemeinde              | Einwohner 1. Januar 2022 | Fläche km² | Dichte Einw./km² | Code INSEE | Postleitzahl |
| --------------------- | ------------------------ | ---------- | ---------------- | ---------- | ------------ |
| La Croix-Helléan      | 881                      | 14,40      | 61               | 56050      | 56050        |
| Cruguel               | 661                      | 17,17      | 38               | 56051      | 56420        |
| Les Forges            | 434                      | 52,53      | 8                | 56059cd    | 56120        |
| La Grée-Saint-Laurent | 310                      | 7,90       | 39               | 56068      | 56120        |
| Guégon                | 2.308                    | 53,52      | 43               | 56070      | 56120        |
| Guillac               | 1.402                    | 21,83      | 64               | 56079      | 56800        |
| Helléan               | 384                      | 7,87       | 49               | 56082      | 56120        |
| Josselin              | 2.559                    | 4,48       | 571              | 56091      | 56120        |
| Forges de Lanouée     | 2.190                    | 43,76      | 50               | 56102      | 56120        |
| Lantillac             | 291                      | 7,72       | 38               | 56103      | 56120        |
| Saint-Servant         | 789                      | 22,40      | 35               | 56236      | 56120        |
| Val d’Oust            | 2.808                    | 31,81      | 88               | 56197      | 56800        |